# 크라이니 세베르 (신문)
크라이니 세베르(러시아어: «Крайний Север»)는 축치 자치구의 가장 오래된 신문이다. 1933년 10월 28일부터 발행되고 있다. 1993년까지 소비에트 추콧카(러시아어: «Советская Чукотка»)였다. 발행 부수는 600부이상이다. 1주에 1번 나오고 있다. 축치어로 된 부록을 가지고 있고 2009년 6월부터 온라인버전을 가지고 있다. 본사는 아나디리에 위치한다.